# 9 км (зупинний пункт, Запорізька дирекція Придніпровської залізниці)
Платформа 9 км — залізнична платформа Запорізької дирекції Придніпровської залізниці.
Розташована на електрифікованій лінії Вільнянськ — Імені Анатолія Алімова між платформою Любимівка (5 км) та роз'їздом 11 км (2 км) на околиці села Матвіївка Вільнянського району Запорізької області.

## Пасажирське сполучення
На платформі 9 км зупиняються приміські електропоїзди сполученням Запоріжжя II — Синельникове I.